# 叶夫根尼·德拉贡诺夫
叶夫根尼·费奥多罗维奇·德拉贡诺夫（俄語：Евге́ний Фёдорович Драгуно́в，1920年2月20日—1991年8月4日），又译德拉古诺夫，是俄罗斯著名斯武器设计师，他一生设计了很多轻武器步枪及部件，其最著名的设计是以他的名字命名的德拉古諾夫狙击步枪也是现代第一支为支援班排級狙擊與長距離火力支援用途而专门制造的狙击步枪。

## 生平[1]
他出生在一个生产枪炮的家庭，父亲是伊热夫斯克武器厂武器设计师费奥多尔·弗拉基米罗维奇·德拉古诺夫 (Fyodor Vladimirovich Dragunov) ，母亲是教师齐娜达·康斯坦丁诺夫娜·德拉古诺娃 (Zinaida Konstantinovna Dragunova)。1938年，叶夫根尼·德拉古诺夫以工艺技术员资格从伊热夫斯克工业学院毕业，开始在伊热夫斯克兵工厂担任金属加工技术员。1939年12月初，德拉古诺夫应征入伍，并被送往哈巴罗夫斯克炮兵仪器侦察学校学习。
1941年后期，他作为一位资深的军械士为苏联在战时工作，在这段战争期间，透过缴获外国大量的武器，得到了很多关于武器方面的知识。在1945年战争结束后，他离开军队回到家乡伊熱夫斯克加入陆军武器设计局。在1950年代，他是運動及打靶用途步枪的项目设计师。在1960年的冬季奥林匹克运动会其设计的步枪，成功帮助苏联赢得冬季奥运金牌。

## 步枪设计师生涯
在1959年德拉贡诺夫设计了陆军使用的狙击步枪，也就是德拉古諾夫狙击步枪并赢得武器设计的竞赛。在1963年苏联陆军开始正式投入生产使用这一款狙击步枪，后来成为著名的德拉古諾夫狙击步枪。20 世纪 70 年代初。他设计了PP-71冲锋枪，但没有投入批量生产。德拉古诺夫后来也继续设计武器，在AKS-74U的导气装置（MAmalokalibrenii avtomat）也是他的发明之一。这是他职业生涯最后一项的主要发明，这一MA导气装置在的设计PP-71冲锋枪有极大贡献。1991年去世前不久，德拉古诺夫在PP-71的基础上制造了PP-91 Kedr冲锋枪，该枪后被俄罗斯内务部采用。

## 嘉奖
在德拉古诺夫去世后，他被追授予列宁奖及俄罗斯联邦国家奖。

## 作品
- SVD
- MS-74
- S-49
- TSV-1
- CV-55 "Zenith"，是一款7.62毫米口径的 单发靶步枪 ，由E. F. Dragunov和I. A. Samoilov于1955年在伊热夫斯克机械制造厂研制。
- CV-56 "Zenit-2"
- MTsV-55 "Strela"
- MTsV-56 "Taiga"
- MTsV-59 "Strela-3"
- "Biathlon-7-2"
- pp-71冲锋枪
- PP-91冲锋枪
- MA突击步枪（后衍生为M-17突击步枪）

## 家庭
叶夫根尼·德拉古诺夫他与莉迪亚·尼古拉耶夫娜·德拉古诺娃结婚。他的2个儿子米哈伊尔和阿列克谢也成为了枪匠。米哈伊尔完成了他父亲开始的改进 PP-91的工作。小儿子阿列克谢·德拉古诺夫 (Alexey Dragunov) 与维克多·卡拉什尼科夫 (Viktor Kalashnikov) 合作，在伊日玛什制造了 PP-19 野牛冲锋枪。